# 秦德純
秦德純（1893年12月11日—1963年9月7日），字紹文，山東省沂州府沂水縣人，中華民國陸軍上將。

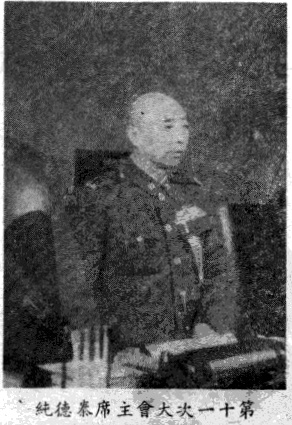
秦德純

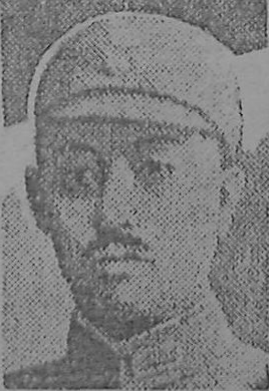
秦德純画像

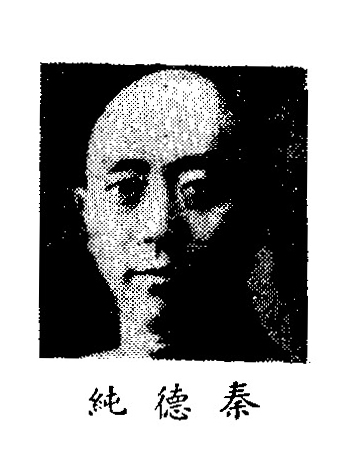
秦德純

## 生平

### 在北方各派的活動
秦德純宣統三年（1911）畢業於濟南陸軍小学，後考取陸軍第一中學（該校後改名為陸軍第一預備學校），畢業後在民國三年考入保定軍校第二期步兵科，於民國五年（1916）畢業。畢業後撥發至駐濟南的陸軍第5師任職，由於和上級關係不佳，因此脫離第5師參加山東護國軍，原本因逃官而遭通緝，但是因袁世凱稱帝失敗猝逝，護國軍改編為正規軍，秦德純的通緝因此撤銷。1918年（民国7年），秦德純任職於山東省第二補充旅第一團副官參謀，後調往段祺瑞由參戰軍改編的邊防軍第1師（師長曲同豐）司令部擔任上尉參謀，進入皖系運作。民國九年（1920年）考入陸軍大學第六期就讀。
因直皖戰爭皖軍戰敗，邊防軍也因此撤銷解編，人員裝備被吳佩孚所屬部隊吸收。秦德純因其資歷因此未被遣退，而是繼續在直系部隊服務，1921年擔任孫傳芳總部參謀。1922年底，完成陸軍大學教育畢業。1923年（民国12年）畢業後，秦德純被分配到駐紮河南省的陸軍第二十四旅（旅長王為蔚）擔任旅參謀長，該單位在1924年擴張為陸軍第24師。同年第二次直奉戰争直系敗北，24師接受馮玉祥國民軍第二軍（軍長岳維峻）的收編，將部隊更名為國民軍第二軍第5師，秦德純續任該師參謀長兼騎兵團團長，駐周家口整訓。
1925年（民国13年）10月，直系吳佩孚東山再起，在漢口就任討賊聯軍總司令，秦德純隨王文蔚部隊在民國十四年2月投歸吳佩孚，並將部隊帶往河南省，部隊恢復24師名稱，秦德純擔任24師第17旅旅長。隨後24師參與了對岳維峻之作戰。隨後因馮玉祥倒戈，24師繼續北上追擊，但因在廣東的國民革命軍北伐，24師因此中止北征，返回河南鄭州，返回河南後24師擴編為二四軍，底下之旅也被擴編為師，秦德純因此升任為陸軍第27師師長。
民國十六年春，17師開拔向奉軍進攻，佔領開封。此時吳佩孚麾下的靳雲鶚將河南部隊更名為河南保衛軍，原本的陸軍二四軍則被更名為河南保衛軍第一軍，27師也被更名為河南保衛軍第1師。由於王文蔚不滿靳雲鶚之治軍風格，最後決裂出走，秦德純升任保衛軍第一軍軍長，仍兼第1師師長。

### 国民革命軍時代
由於吳佩孚在湖北的核心戰力遭國民革命軍擊潰，河南的部隊始終無法擊敗奉軍，且馮玉祥也宣布加入國民革命軍，失去後盾的河南保衛軍最後和馮玉祥達成共識被國民軍收編。民國十六年（1927年）6月，改編為國民革命軍第二集團軍的國民軍開入河南，河南部隊被改編為第二集團軍第2方面軍，秦德純任第2方面軍副總指揮。後因靳雲鶚與馮玉祥決裂，第2方面軍被整併為國民革命軍第二十三軍，秦德純續任軍長。由於二十三軍的直系血統過於明顯，後來秦德純與國民革命軍第十四軍軍長馮治安互換職務避免馮玉祥的猜忌。後馮玉祥調秦德純擔任第二集團軍總司令部副參謀長，進入國民軍系服務。
1928年（民国17年）6月，秦得純開始兼任山東省政府委員。
北伐結束後，因軍隊徹裁問題馮玉祥發動多度聯合地方實力派軍人試圖推翻蔣中正執政，最終引爆了中原大戰，秦德純在這期間一直擔任高階參謀，民國十八年10月接任討蔣國民軍副參謀長，民國十九年4月部隊改編為第二方面軍（指揮官鹿鐘麟），秦德純升任參謀長一職。由於國民軍在中原大戰損失慘重，馮玉祥下野，第二集團軍也因此解體，秦得純短暫離開軍職至北平居留。在北平期間，唯一沒被南京政府收編的國民軍系部隊僅剩宋哲元所轄部隊，該部隊最後向張學良輸誠，改編為國民革命軍第二十九軍，宋哲元為了重整部隊，找上秦德純擔任二十九軍參謀長。秦德純回任後，不久就因自稱心力憔悴而不願續任，後先改任軍總參議，後調任二十九軍副軍長。
二十九軍因長城抗戰之故調往西北，並在喜峰口戰役以擊退日軍的戰功聲名大噪，秦德純因此役戰功獲頒青天白日勳章，1935年4月升任中將。宋哲元在民國二十一年（1932年）秋開始兼任察哈爾省政府主席，秦因此也兼任省政府民政廳廳長兼委員。東北軍因九一八事件後根據地遭奪取，二十九軍成為華北最主要的軍事勢力。
民國二十四年（1935年）6月5日爆發張北事件，秦德純作為中方代表與日本軍方代表土肥原賢二交涉事件處理。同月27日秦土協定締結。秦德純因为怕由于「秦土協定」而被国内舆论挞伐，称该协定由何应钦直接指挥签订，应该称为「何土協定」。協定中宋哲元的察哈爾省主席一職被日本方面逼迫離任，其察哈爾政府主席一職由秦德純暫代，由于宋的强烈不滿，秦不敢就任代理省政府主席一职，直到10月份才真除。但在11月即因宋哲元升任而調往北平市擔任市長，同年12月冀察政務委員会成立，宋哲元任委員長，秦德純任常務委員，秦德純同時擔任國民政府軍事委員会北平分会委員，作為宋哲元與蔣中正的交涉代理人。
1937年（民国26年）7月七七事變後，宋哲元抵抗日軍失敗，北平、天津喪失。宋和秦通過與蔣介石的斡旋，宋被任命為第1集團軍總司令，秦任總参議。
對於七七事變，他回憶說：
「……當事變當日下午，我（秦德純）在市政府邀宴北平文化界負責人胡適之、梅貽琦、張懷九、傅斯年等諸先生約廿餘人。經報告局勢緊張情形，交換應付意見，諸先生亦均開誠佈公懇切指示。夜十時許散會後，不到兩小時，象徵我全民抗戰的七七事變於十一時四十分即在蘆溝橋開始爆發。」时秦任北平市长，见日军意在北平，急唤昔日西北军旧部张自忠将军代理北平市长。

### 抗日戰爭到国共内戰
由於二十九軍改組擴編為國民革命軍第五十九軍與國民革命軍第七十七軍，秦德純在沒有相對應職務可派任的情況下離開部隊系統，進入國防中央部會任職。民國二十七年擔任軍風紀第五巡查團主任，民國二十八年轉任軍法執行總監部副總監。
民國三十二年，轉任新成立的兵役部擔任兵役部政務次長，民國三十四年冬季調任軍令部次長。在民國三十五年曾與王冷齋出差東京至遠東國際軍事法庭作證七七事件期間的交涉協調，證明土肥原賢二的作為戰爭策畫者的犯罪事實。中華民國國防部在民國三十五年成立，負責相關政務的秦德純轉任國防部次長，在部長白崇禧因公外派時代行政務。

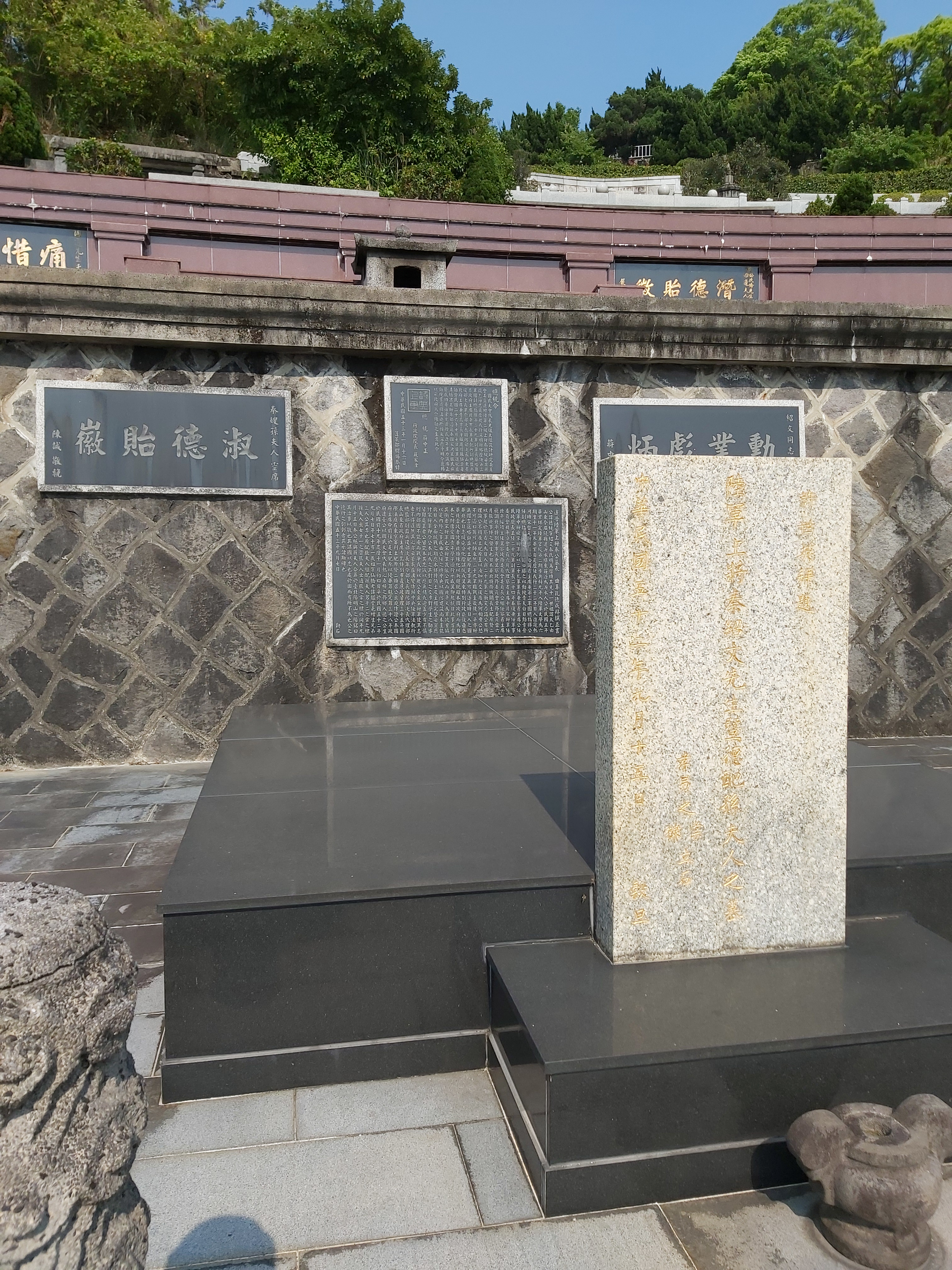
秦德純墓

1948年（民国37年）12月，行政院任命秦德純為山東省政府主席:8762，兼青島市長。當時中國人民解放軍進軍山東。1949年（民国38年）3月，秦才到青島就職。就職僅8天，他就乘飛機到廣州。5月14日，李宗仁發布總統明令；兼任青島市市長秦德純呈請辭職，秦德純准免兼職，任命孫繼丁代理青島市市長:8913。復任国防部次長。同年8月，他到台湾，後任總統府戰略顧問。
1963年（民国52年）9月7日，他在臺北市病逝。享年71嵗。同年9月15日，於臺北市極樂殯儀館舉行公祭，隨後發引安葬於陽明山第一公墓。

## 著作
- 《七七盧溝橋事變經過》

## 評價
- 任北平市市長時，反對日軍武力毀城，對保護北京文物古蹟貢獻巨大。